# Batalha de Varna
A Batalha de Varna, a mais importante batalha da Cruzada de Varna, ocorreu no dia 10 de novembro de 1444 perto de Varna no leste da atual Bulgária, perto da costa dela com o mar Negro. O exército Otomano liderado pelo sultão Murade II derrotou as tropas húngaro-polacas lideradas em três frontes, um liderado pelo Rei da Polônia e Rei da Hungria, Ladislau III (que morreu em combate); outro liderado pelo regente húngaro, João Corvino; (agindo como comandante das forças Cristãs) e por fim outro fronte liderado pelo príncipe da Valáquia Mircea II. Esta batalha marcou o final da Cruzada de Varna.

## Antecedentes
O Reino da Hungria caiu em uma crise após a morte do rei Sigismundo de Luxemburgo, seu genro e sucessor, Alberto II da Germânia, assumiu, porém reinou por apenas dois anos e morreu em 1439, deixando sua viúva, Isabel de Luxemburgo, com um filho por nascer, Ladislau V da Hungria. Os nobres húngaros chamaram Vladislau III, Rei da Polônia, para o trono, oferecendo, em recompensa, o ajudar na defesa contra o Império Otomano. Após sua coroação húngara, ele nunca mais voltou lá, dando controle do reino para o influente nobre, João Corvino.
Após as expedições falhas de 1440 a 1442 contra Belgrado e Transilvânia e algumas derrotas na longa campanha de João Corvino de 1442-1443, o sultão otomano Murade II, assinou uma trégua de dez anos com a Hungria. Logo após, ele fez paz com o Beilhique da Caramânia na Anatólia e em agosto de 1444, ele renunciou ao trono para seu filho de doze anos, Maomé II.
Antecipando uma invasão otomana, e encorajado pelo jovem e inexperiente novo sultão, a Hungria cooperou com a República de Veneza e com o papa Eugênio IV para organizar um novo exército cruzado liderado por Vladislau e João Corvino. Quando soube disso, Maomé II entendeu que era muito jovem para lutar contra coalizão, ele chamou seu pai, Murade II de volta ao trono para liderar o exército otomano, porém Murade II recusou. Com raiva de seu pai, que desde então tinha se retirado para uma vida de contemplação no sul da Anatólia, Maomé II escreveu para seu pai: "Se você é o sultão, venha, e lidere seu exército; se eu sou o sultão, eu ordeno por este meio que você venha e lidere meu exército." Após o recebimento desta carta, Murade II aceitou liderar as forças otomanas.

## Preparação
O exército papal era principalmente composto por Húngaros, Polacos, Croatas e Boêmios (15 mil homens) e por Valáquios (7 mil - 8 mil homens), porém continha forças menores vindas de todos os outros aliados.
Navios dos Estados Papais, da República de Veneza e de República de Gênova bloqueavam o estreito de Dardanelos enquanto um exército húngaro se movia em direção a Varna onde iria se encontrar com uma frota dos Estados Papais que iria levar este exército para a costa de Constantinopla e bloquear os otomanos. Os avanços húngaros eram velozes e no caminho, os húngaros vivendo em Vidin, Orjahovo e Nicopol (Bulgária) se juntaram ao exército (e o príncipe búlgaro Fruzhin, que realizou a Revolta de Constantino e Fruzhin também se juntou ao exército). No dia 10 de outubro, perto de Nicópolis, cerca de 7 mil cavaleiros valáquios liderados pelo príncipe Mircea II (um dos filhos de Vlad II Dracul) também se juntaram.
Refugiados armênios, que fugiram para a Hungria após a conquista Mameluca do Reino Arménio da Cilícia, viram isso como uma oportunidade de recuperar sua liberdade e se juntaram as tropas cristãs.

## Desdobramento

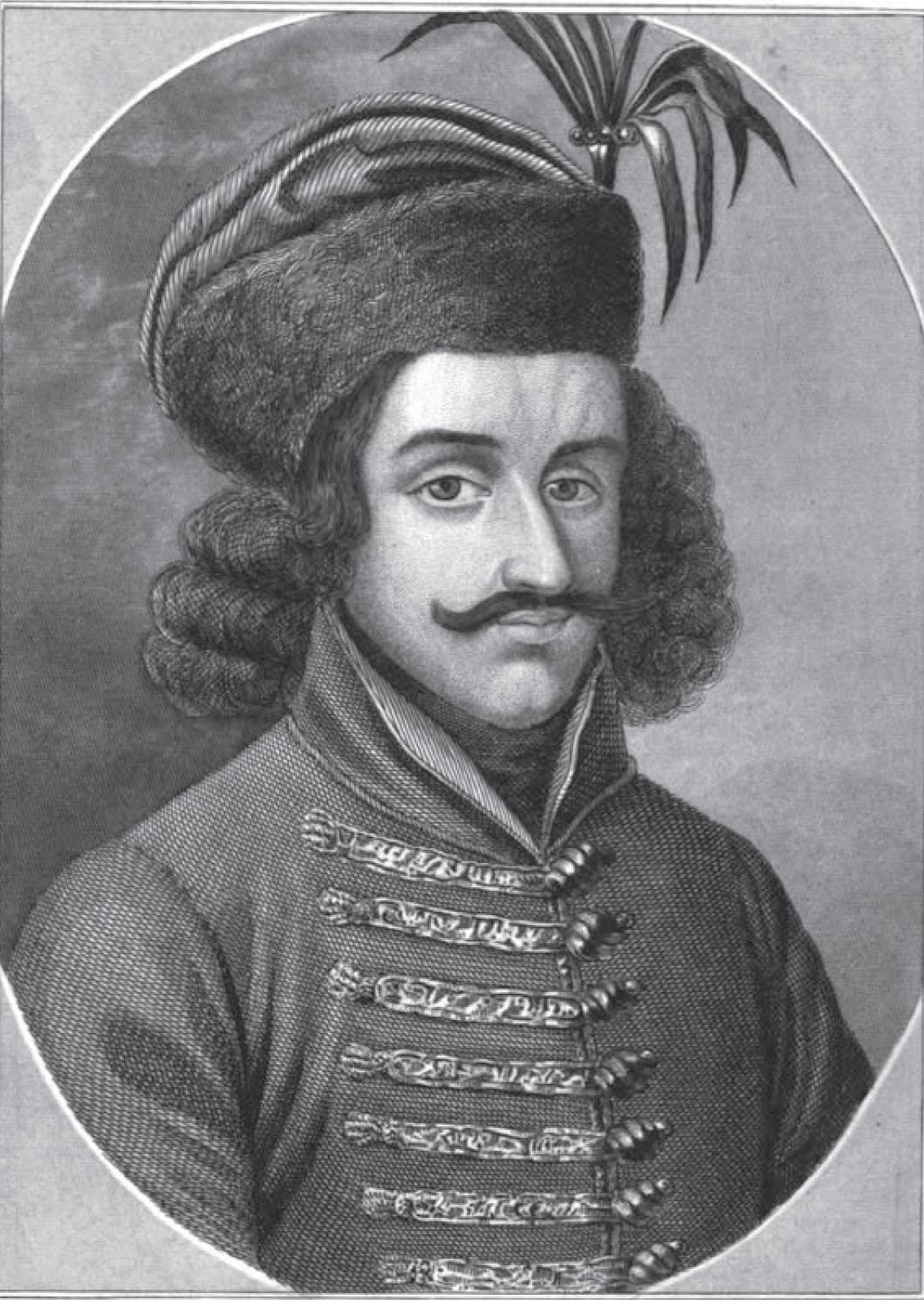
Michael Szilágyi

Na noite do dia 9 de novembro, um grande exército otomano se aproximou de Varna pelo oeste, em um conselho militar supremo chamado por João Corvino. Durante a noite, o legado papal Giuliano Cesarini insistiu em uma retirada rápida, porém os cristãos haviam sido pegos entre o mar Negro, o lago Varna, os íngremes platôs arborizados de Franga e o inimigo. Giuliano Cesarini então propôs uma defesa se utilizando dos fortes de carros dos Hussitas até a chegada da frota cristã. Os magnatas húngaros e os comandantes croatas e tchecos o apoiaram, porém Vladislau e João Corvino rejeitaram as táticas defensivas. João Corvino chegou até a declarar: "Escapar é impossível, desistir é impensável. Deixe-nos lutar com bravura e honrar nossas nações" Vladislau aceitou sua posição e logo lhe deu ordens, que eram as de comandar o exército da Valáquia mais o próprio exército húngaro.
Na manhã do dia 10 de novembro, João Corvino alinhou cerca de 20 mil a 30 mil cruzados em um arco entre o lago Varna e o platô de Franga, a linha tinha cerca de 3,5 km. Duas linhas de cerca de 3,5 mil guarda-costas de ambos reis, mercenários reais húngaros, e os nobres húngaros seguravam o centro, a cavalaria de Valáquia foi deixada como reversa no centro porém mais recuada.
O flanco da direita se alinhou na subida de uma colina rumo ao vilarejo de Kamenar, numerados em 6,5 mil homens em 5 bandeiras, O bispo Jan Dominek of Varadin liderou seus próprios homens, Cesarini comandou uma bandeira de mercenários germânicos e bósnios, o Bispo de Eger liderou sua própria bandeira e o governador militar da Eslavônia comandou os croatas.
O flanco esquerdo, um total de 5 mil homens em 5 bandeiras foi liderado por Michael Szilágyi, cunhado de João Corvino, e era composto de Transilvanos, Bulgaros, mercenários germânicos e bandeiras de magnatas húngaros. Atrás dos húngaros, perto do mar Negro e do lago, estavam os fortes de carros, protegidos por 300 a 600 mercenários Tchecos e Russianos abaixo de Hetman Ceyka, junto com os polacos, lituanos e valáquios; cada carro tinha de 7 a 10 soldados e era equipado com bombardas.
O centro otomano incluía os janízaros e as tropas arrecadadas na Rumélia alinhados ao redor de dois túmulos Trácios Murade observou e comandou a batalha de um destes grupos. Os janízaros cavaram e se protegeram dentro de trincheiras e duas paliçadas. A asa direita consistia de kapikulus e sipahis da Rumélia; e a asa esquerda consistia de akincis, sipahis da Anatólia e outras forças. Os arqueiros janízaros e a cavalaria Akinci leve foram alinhados no planalto.

## A batalha

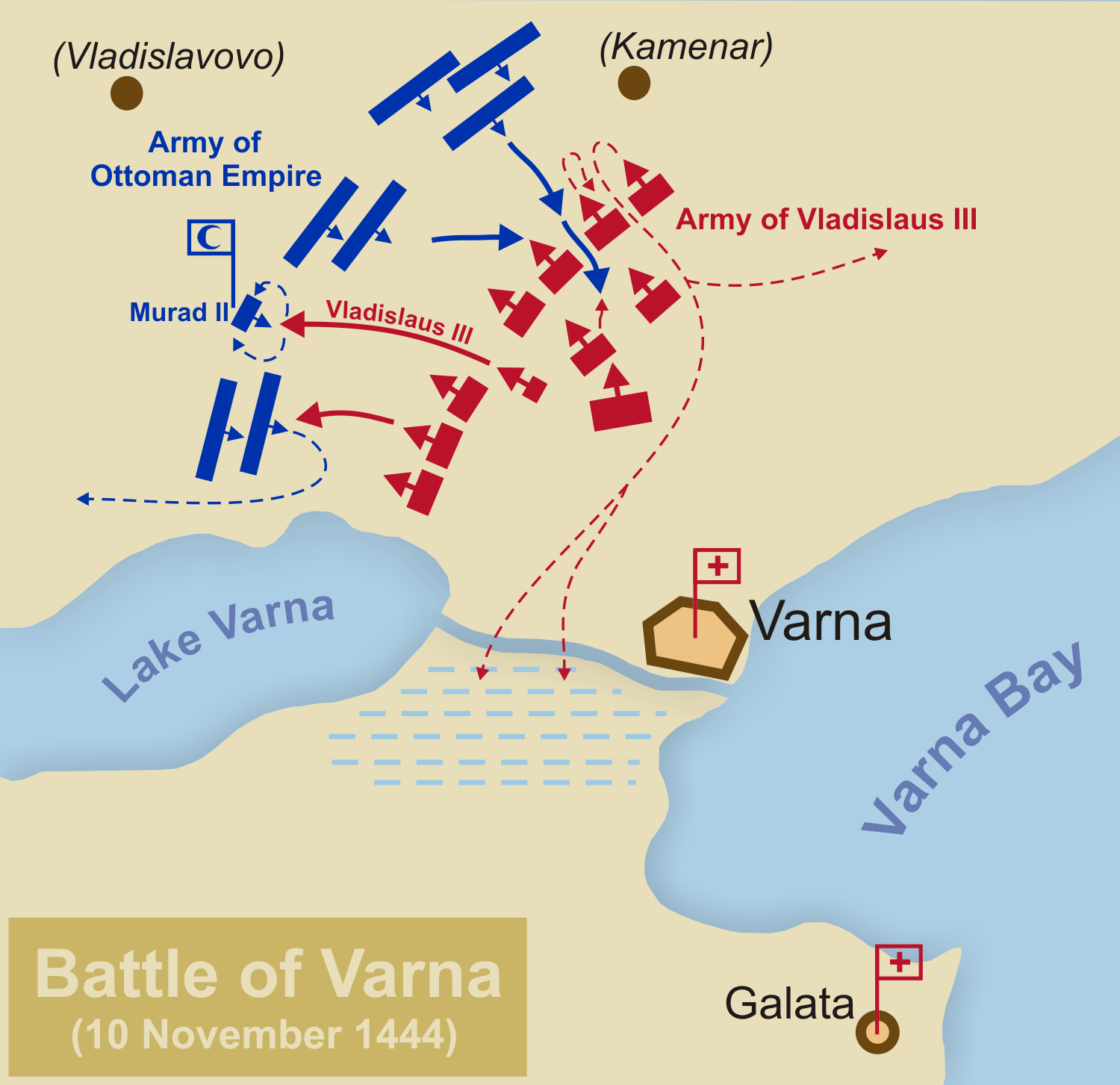
Batalha de Varna - 10 de novembro de 1444 - Mapa estratégico

A cavalaria leve otomana atacou os croatas liderados por Ban Talotsi. Os cristãos da esquerda trocaram as bombardas por armas de fogo e pararam o ataque. Soldados cristãos perseguiram os Otomanos em uma perseguição completamente desordenada. A cavalaria da Anatólia veio e os emboscou pelo flanco. A asa direita cristã tentou fugir para a pequena fortaleza de Gálata do outro lado do golfo de Varna porém muitos deles foram mortos no terreno pantanoso ao redor do lago Varna e do rio Devnya, onde Cesarini também conheceu seu fim. Somente os croatas comandados por Talotsi conseguiram fazer a retirada atrás dos fortes de carros.
O outro flanco otomano avançou nos húngaros e búlgaros de Corvino. Mas pararam e voltaram e os sipahis atacaram de novo. Corvino decidiu ajudar e recomendou a Vladislau para esperar até que os muçulmanos voltassem, e então avançou com duas cavarias de companhia. Vladislau, ignorando o conselho de Corvino, e buscando sua própria glória, avançou com 500 cavaleiros polacos avançarem contra o centro das forças otomanas tentando ultrapassar os janízaros e tomar Murade como prisioneiro, e quase conseguiu, porém Vladislau caiu em uma armadilha na frente da tenda de Murade e foi morto pelos guardas janízaros; sua cabeça foi cortada e depois levada para a corte otomana; o resto da cavalaria polaca foi destruída pelo exército otomano.
Em seu retorno, Corvino tentou desesperadamente salvar o corpo de Vladislau, mas a única coisa que pode fazer foi organizar a retirada do que sobrou de seu exército. Ele sofreu milhares de casualidades, e seu exército foi completamente aniquilado. Muitos prisioneiros europeus foram assassinados ou vendidos como escravos.

## Consequências
A morte de Vladislau deixou o Reino da Hungria sob controle de Ladislau V, que na época, tinha somente quatro anos, mas ele assumiu com sucesso depois de um interregno de treze anos. A derrota nesta batalha abriu a porta dos otomanos para sua expansão ao leste e preparou o mundo para a Queda de Constantinopla em 1453.